# 수입선다변화제
수입선다변화제(輸入先多變化制)는 특정 국가와의 무역역조를 줄이기 위해 품목을 정해 놓고 수입을 금지하는 제도이다. 다변화 품목은 지식경제부 장관이 과거 5년간 무역역조폭이 가장 큰 국가를 대상으로 결정하게 되는데, 1977년에 일본을 대상으로 시행되었다. 1980년대 초에는 924개 품목에까지 달했던 다변화품목은 국산품의 품질 향상으로 경쟁력이 강화되고 시장 개방이 가속화되면서 1990년대 들어 16개 품목만이 남아있다가 1999년 6월 말에 모두 폐지되었다.